# Atomaria glabricula
Atomaria glabricula is een keversoort uit de familie harige schimmelkevers (Cryptophagidae). De wetenschappelijke naam van de soort werd in 1889 gepubliceerd door Rey.